# W的悲劇 (電影)
《W的悲劇》，1984年角川春樹事務所製作的日本電影。由藥師丸博子主演。
雖然改編自夏樹靜子的同名推理小說《W的悲劇》，但是題材和故事情節都不相同。小說《W的悲劇》作為影片中人物演出的一部舞台劇存在。

## 情節
三田靜香（藥師丸博子 飾）是劇團「海」的研究生，是個爲了成為出名的女演員的夢想而不懈努力著的20歲女孩。一次靜香在公園裏的真摯演出感動了旁觀的原劇團成員森口昭夫（世良公則 飾），森口是個26歲的房地產社員。 
劇團決定公演劇目《W的悲劇》，對女二号摩子的演員進行選拔。靜香和同期的菊地薰（高木美保 飾）都是有力競爭者。但是最終薰被選為主角，而靜香卻被安排飾演只有一句臺詞的女僕角色，兼擔當幕後題詞。落選後的靜香自暴自棄，後來在昭夫的安慰和鼓勵下才重新振作，背熟了劇目的所有臺詞。兩人也開始交往，同時昭夫也對靜香說「當你不再做演員時我們就結婚」，但是如果靜香成功了，他就會「默默地在後臺送上一束花作為分手的禮物」。
《W的悲劇》在大阪公演期間，劇團的看板女星羽鳥翔（三田佳子 飾）的資助人堂原（仲谷昇 飾）性猝死於她的床上。慌張的羽鳥不願因為這則醜聞斷送了自己的名聲，於是請求靜香幫忙謊稱堂原是死在靜香的床上。靜香一開始不願意，但是羽鳥用摩子的角色為誘，靜香終於肯首，她對外說堂原是她的資助人，而且她還深愛著堂原。靜香一時成為醜聞的主角，她和昭夫的關係也惡化了。
在羽鳥的操作下，劇團撤換下薰的主演位置，由靜香頂上。首次在東京的公演，靜香成功地演繹了摩子的角色，將自己替別人頂罪的個人遭遇與摩子的性格融為一體；演出后全體響起雷鳴般的掌聲，為靜香的真摯演出喝彩。
散場後，靜香在眾多記者的包圍中尋找著昭夫的身影，看見昭夫拿著一束鮮花在一旁等候著。這次，得知一切的薰拿著刀撲向靜香，昭夫爲了保護靜香衝上前擋住了刀…

## 演員
- 三田靜香：藥師丸博子
- 森口昭夫：世良公則
- 五代淳：三田村邦彥（日语：三田村邦彦）
- 菊地薰：高木美保
- 嶺田秀夫：清水綋治（日语：清水綋治）
- 安惠千惠子：南美江（日语：南美江）
- 城田公二：西田健（日语：西田健）
- 小谷光枝：香野百合子（日语：香野百合子）
- 木內嘉一：草薙幸二郎（日语：草薙幸二郎）
- 林年子：野中麻理子（日语：野中マリ子）
- 堂原良造：仲谷昇
- 安部幸雄：蜷川幸雄
- 羽鳥翔：三田佳子

## 製作
- 製作：角川春樹
- 導演：澤井信一郎（日语：澤井信一郎）
- 原作：夏樹靜子
- 編劇：荒井晴彥（日语：荒井晴彦）、澤井信一郎
- 音樂：久石讓
- 主題曲：「Woman "W的悲劇"（日语：Woman "Wの悲劇"より）」（作詞：松本隆 作曲：吳田輕穗）
- 製作協力：Central Arts（日语：セントラル・アーツ）

## 榮譽獎項
- 第9回日本電影金像獎
  - 最佳導演：澤井信一郎
  - 最佳女配角：三田佳子
  - 最佳錄音：橋本文雄
- 第27回藍絲帶獎
  - 最佳女主角：藥師丸博子
  - 最佳女配角：三田佳子
- 第39回每日電影獎
  - 日本電影大獎
  - 脚本獎：荒井晴彥、澤井信一郎
  - 最佳女配角：三田佳子
- 第10回報知電影獎
  - 最佳女配角：三田佳子
- 第58回電影旬報年度十佳獎
  - 日本電影部門　第2位